# 许正中
參數所指定的目標頁面不存在，建議更正成存在頁面或直接建立下列一個頁面（建立前請先搜尋是否有合適的存在頁面可以取代）：
- 许正中 (1967年)

许正中（1965年4月—），男，汉族，江苏洪泽人，中华人民共和国政治人物，中国共产党党员。

## 生平
2019年4月，任人民日报社副总编辑兼海外版编辑部总编辑。2019年8月，不再兼任人民日报海外版编辑部总编辑。2020年7月，任中共湖北省委常委、宣传部部长。2023年5月6日，据香港特别行政区政府新闻公报，许正中已任紫荆文化集团董事长。